# 西村計雄
西村 計雄（にしむら けいゆう、1909年6月29日 - 2000年12月4日）は日本の画家。北海道共和町名誉町民、紺綬褒章受章。

## 略歴
1909年(明治42年)6月29日、北海道小澤村（現・共和町小沢）に生まれる。父の久太郎は和菓子職人で、小沢駅前で弁当や「トンネル餅」を作って売っていた。幼少の頃より画家を志し、1929年東京美術学校（現・東京芸術大学）に入学、藤島武二教室にて学ぶ。同期には、岡本太郎や東山魁夷らがいる。
1938年、当時東京の女子美術大学の学生だった文子（ふみこ）と結婚。三人の子宝に恵まれ、家族をテーマに多数の絵を描いた。戦後1949年から渡仏するまで早稲田中学校・高等学校の教師を勤める。当時の教え子に永六輔がおり、『三歩下がって師の影を飛ぶ』などの著書でその破天荒な人柄を紹介している。
1951年、42歳で単身渡仏。坂口謹一郎の計らいでパブロ・ピカソの画商カーンワイラーと出会い、それを契機に1953年よりパリを中心にヨーロッパ各地で個展を開催。作品は、フランス政府やパリ市が買い上げた。
1955年、長女・育代がパリへ行き、1961年には家族全員がパリに揃い生活を始める。1971年、フランス芸術文化勲章を受勲。1973年、作品「ヒロシマ」（300号）を広島市の平和記念館（現・広島平和記念資料館）に寄贈。1978年から沖縄平和祈念堂の連作「戦争と平和」に取りかかり、1979年2月9日に第1作「沖縄に熱き想いを」を献納。以後、8年の歳月を費やし300号の大作20点を作成した。その作品は平和祈念堂内全壁面に展示されている。1989年、当時の共和町長が故郷へのメッセージとしての絵画作品を正式依頼し、「ふるさと」（20号）を寄贈。
1990年、西村計雄のコレクターが自宅の酒蔵を改造し、兵庫県川辺郡猪名川町に「西村計雄美術館 翠松苑」オープン。1991年、日本で長女の家族とともに暮らす住居及びアトリエを建設し、翌年2月から暮らし始める。
1992年、岩内町の荒井記念美術館に2号館として「西村計雄美術館」オープン。
1993年、母校・倶知安高校へ「TOKIO」（≪豹変するトウキョウ≫）を寄贈。このころから、お菓子の箱や木などをカンヴァスにして描いた「箱絵」を制作するようになる。1995年6月、共和町に自作の絵画103点を寄贈。
これを機に1999年11月1日、北海道共和町に「西村計雄記念美術館」が設置。のちに遺族から油彩画5,208点ほか、スケッチや愛用品などの遺品が共和町（美術館）に寄贈されている。
2000年12月4日、老衰のため東京のアトリエにて逝去。同月、共和町名誉町民として町葬が執行された。
2002年4月5日、東京のアトリエオープン。

## 主な出展、栄典
- 1936年 文展 初入選「ギター」[4]
- 1939年 第3回新文展 初入選。第6回展まで連続入選[4]
- 1943年 第6回新文展 特選「童子」[4]
- 1953年 第1回個展（パリ、ベルネームジュンヌ画廊）[4]。画商ダニエル=ヘンリー・カーンワイラー (en) [5] の口利きを得て開催
- 1971年 芸術文化勲章[4]（フランス政府）
- 1975年 パリ・クリティック賞パルムドオール[4]
- 1978年 ユーマン・プログレ勲章（フランス政府）[4]
- 1981年 紺綬褒章[4] - 勲三等
- 1991年 北海道岩内郡共和町名誉町民
- 2007年 6区のアトリエ跡に記念プレート設置（パリ市）[6]
- 2009年2月26日（木）～3月1日（日）「第4回アートフェスタ in 東京フォーラム」(東京・有楽町東京国際フォーラム）
  - 東京国際フォーラムB1ロビーギャラリー。入場無料。― 一枚の繪がお届けする200点のコレクション。―招待作家立川広己画伯他、計3名画家出席。
西村計雄生誕100年記念特別作品が企画出展。[7]

## 主な収蔵先
作品はパリ在住の期間にフランス国立近代美術館やパリ市美術館に買い上げられた。西村が寄贈した300号の連作20点は沖縄平和祈念堂に展示されている。画家の遺族から作品をまとめて受贈した西村計雄記念美術館のコレクションが収蔵点数および種類において充実している。一般公開された旧アトリエでは家族の肖像画ほかを鑑賞できる。

### 沖縄平和祈念堂
西村は1978年に初めて沖縄を旅行し摩文仁の丘を訪れ、翌1979年2月9日に沖縄戦跡国定公園（沖縄県南部）の沖縄平和祈念堂に「沖縄に熱き想いを」（300号）を寄贈。その後、たびたびパリから沖縄を訪れて取材を重ね、1986年に連作「戦争と平和」全20点を完成する。下絵の一部は沖縄平和祈念堂美術館に収蔵。

### 西村計雄記念美術館
北海道共和町南幌似の西村計雄の故郷を見わたす丘陵地に 1999年11月1日開館。ガラス面が多用されているのは、「渡仏後間もない頃、パン代を稼ぐためにショーウインドウのガラス拭きのアルバイトをしていたとき、ガラスを拭く線と風景が重なって、風景が動いているように見えたことからヒントを得て独自の画風を築いた」というエピソードに基づいている。また、曲線が多いのは、西村の作品に描かれている曲線を建築デザインに取り入れたものである。館内には、西村の油彩画作品約5,400点のほか、弟子にあたる山岸正巳の作品約130点を所蔵。
- 敷地面積：2,8512m2
- 建物概要：鉄筋コンクリート造 地下1階・地上2階
- 建築面積：1,337m2
- 延床面積：1,672m2
- 駐車場：大型バス6台・普通車24台程度
- 設計監理：札幌・都市設計研究所（松田眞人[13]・塚本高正）

### 西村計雄のアトリエ
2002年4月5日公開。生前に制作した東京都大田区北千束のアトリエである。